# 2006년 1월
| 2006년: 1월 · 2월 · 3월 · 4월 · 5월 · 6월 · 7월 · 8월 · 9월 · 10월 · 11월 · 12월 |

| <           | 2006년 1월 | 2006년 1월 | 2006년 1월 | 2006년 1월 | 2006년 1월 | >          |
| 일          | 월         | 화         | 수         | 목         | 금         | 토         |
| 1 12.2 경인 | 2 3 신묘   | 3 4 임진   | 4 5 계사   | 5 6 갑오   | 6 7 을미   | 7 8 병신   |
| 8 9 정유    | 9 10 무술  | 10 11 기해 | 11 12 경자 | 12 13 신축 | 13 14 임인 | 14 15 계묘 |
| 15 16 갑진  | 16 17 을사 | 17 18 병오 | 18 19 정미 | 19 20 무신 | 20 21 기유 | 21 22 경술 |
| 22 23 신해  | 23 24 임자 | 24 25 계축 | 25 26 갑인 | 26 27 을묘 | 27 28 병진 | 28 29 정사 |
| 29 1.1 무오 | 30 2 기미  | 31 3 경신  |            |            |            |            |

| - 1월 6일 - 야오원위안(姚文元) - 1월 21일 - 이브라힘 루고바]] - 1월 29일 - 백남준 편집하기 |

## 2006년1월 31일
- 경기도 용인 등지에서 초등생 12명을 성폭행한 혐의를 받고있는 일명 용인 발바리 이득재(38세)를 검거하였다.

## 2006년1월 26일
- 한덕수 부총리 겸 재정경제부 장관은 자국 영화 의무상영 비율인 "스크린쿼터를 현행 146일에서 73일로 축소해 7월 1일부터 시행한다"고 밝혔다.
- 조선민주주의인민공화국에서 제32차 청소년 빙상경기대회가 평양직할시 대성산 미천호 경기장에서 진행되었다.
- 조선민주주의인민공화국과 우호관계를 맺고 있는 해외동포단체, "국제고려인통일연합회"(국제고통련)이 공보 "통일" 1월호를 발간, 거기서 새해를 맞아 기쁨에 넘쳐 있는 주민들의 동정을 소개했다.
- 익명의 네티즌이 인터넷 웹사이트 싸이월드에서 김정일 조선노동당 총서기의 이름으로 하는 미니홈피를 개설했다. 최근 이 홈페이지에 40여 명의 넷티즌들이 접속하여 글을 올렸다.

## 2006년1월 25일
- 팔레스타인에서 10년 만에 집권 파타와 반이스라엘을 주장하는 무장단체 하마스가 참여한 총선을 실시하였고 하마스가 132석의 의석 가운데 76석을, 집권 파타가 43석을 차지했다.
- 조선중앙방송의 8시 뉴스 프로그램에서 김정일 조선노동당 총서기가 중국의 후진타오 국가주석과 정상회담을 한 소식을 자세하게 방송하였다.
- 조선민주주의인민공화국의 종합대학인 김책공업종합대학(김책공대)에서 전자도서관을 준공했다.
- 평양직할시 대성구역에 위치하고 있는 고구려의 역사유적 안학궁을 남북의 고고학자들이 모여 공동발굴사업을 착수하기로 했다.

## 2006년1월 24일
- 열린우리당 원내대표 경선에서 김한길의원이 선출되었다.
- 유홍준 문화재청장은 경복궁 안 국립고궁박물관에서 기자회견을 열어 "북악산 개방과 광화문 일대 광장 조성"을 골자로 하는 서울역사도시조성 계획을 발표했다.
- 제6차 세계사회포럼(WSF)이 베네수엘라의 카라카스에서 반세계화 운동을 지지하는 1만여 명이 모인 가운데 개최되었다.

## 2006년1월 23일
- 코스닥 지수가 대폭락을 하면서 사상 첫 서킷브레이커가 발동되었고 63.98포인트 하락한 601.33으로 거래를 마침으로써 1주일 만에 153.64포인트나 하락했다.

## 2006년1월 20일
- 동국대 일산병원은 기자회견을 열고 경부고속철 천성산 터널공사와 관련하여 단식중인 "지율 스님의 건강이 극도로 악화돼 언제라도 사망에 이를 수 있으며 이번 주말이 고비"라고 밝혔다.
- 영국 런던의 템즈강에서 1913년 이후 처음으로 고래가 수영하는 것이 발견되었다.

## 2006년1월 19일
- 2006년 2월 18일 예정된 열린우리당 전당대회에서 선출 예정인 당의장 선거에 모두 9명이 출마를 선언했다.
- 주가조작과 분식결산 의혹을 받고 있는 일본의 인터넷 기업 라이브도어는 혐의사실을 부인했다.
- 노동부는 산업안전보건법 시행령을 개정하여 2009년부터 산업현장에서 모든 석면제품의 사용을 금지할 것이라고 밝혔다.
- 10여 년 동안 전국에서 180여 명의 부녀자를 상대로 연쇄성폭행 및 강절도 행각을 저지른 혐의를 받아 온 일명 발바리 이중구(45세)가 서울에서 검거되었다.
- 올해로 26년째인 선댄스 영화제가 미국 유타주의 파크시티에서 개막되었다.
- 알 자지라 방송은 국제테러조직 알 카에다의 오사마 빈 라덴이 조만간 미국에서 테러공격을 하겠다고 밝히는 녹음테이프를 방송했다. 빈 라덴은 미국에 이라크와 아프가니스탄에서의 휴전도 제의했다.
- 반기문 외교부 장관과 콘돌리자 라이스 미국 국무장관은 워싱턴에서 첫 고위전략대화를 갖고 주한미군의 전략적 유연성에 대한 양국간 "양해"를 포함해 지역과 범세계 문제 협력을 향한 한미 동맹동반자 관계의 발전 방향을 제시한 공동성명을 발표했다.
- 인류 최초의 무인 명왕성 탐사선 뉴 허라이즌스가 플로리다주 케이프 커내배럴의 발사 기지에서 발사됐다.

## 2006년1월 18일
- 종합주가지수가 36.67포인트(2.64%) 하락한 1352.91로 마감함으로써 이틀 연속 합계 68.88포인트가 하락하였고 유가증권 시가총액이 32조 5320억 원이 감소했다.

## 2006년1월 17일
- 2007년부터 유통되는 새 1000원권의 도안이 공개되었다.

## 2006년1월 15일
- 칠레 대통령선거에서 중도좌파연합의 미첼 바첼렛 후보가 당선되었다.
- 미국 샌프란시스코 과학관에서 열린 루빅스 큐브 맞추기 대회에서 레이언 로가 11.13초로 세계신기록을 세웠다.

## 2006년1월 13일
- 충남 천안경찰서는 종교적 이유로 병역을 거부한 이른바 신념에 의한 병역 거부자 2명을 구속했다.
- 서울대는 황우석 교수 연구팀의 줄기 세포 논문조작 사건과 관련, 논문에 공저자로 이름을 올린 소속 교수 7명 전원을 징계위원회에 회부키로 했다고 밝혔다.
- 제10회 삼성화재배 세계바둑오픈대회 결승 3번기 최종국에서 중국의 뤄시허(羅洗河) 9단이 이창호 9단을 누르고 우승했다.

## 2006년1월 12일
- 이슬람의 연례 성지순례(하지)기간 중이던 사우디아라비아의 메카 인근 미나평원에서 '악마의 기둥'에 돌을 던지는 의식을 치르던 중 압사사고가 발생하여 362명이 사망했다.

## 2006년1월 10일
- 김정일 조선민주주의인민공화국 국방위원장이 중국을 방문했다.
- 황우석 교수팀의 줄기세포 논란과 관련하여 서울대 조사위원회는 조사 결과, "황우석 교수팀에는 줄기세포가 없다"고 공식 발표했다.
- 우크라이나 의회는 러시아와의 협상 실패로 천연가스 가격이 2배 가까이 폭등한 책임을 물어 유리 예하누로프 총리 내각 해임안을 통과시켰다.
- 은퇴 압력을 받고 있던 여의도순복음교회 당회장 조용기 목사가 2009년 은퇴하겠다는 입장을 밝혔다.

## 2006년1월 9일
- 딕 체니 미국 부통령이 호흡곤란 증세로 조지 워싱턴 대학병원으로 긴급 후송됐다고 CNN이 보도했다.
- 국가인권위원회는 인권에 관한 법ㆍ제도ㆍ관행 개선을 목표로 정부의 국가인권정책기본계획(National Action PlansㆍNAP) 권고안 확정했다.

## 2006년1월 8일
- 한국사립중고교법인협의회는 각 지역 대표가 참석한 시도 지역회장 긴급 회의를 열어 신입생 배정 거부 입장을 철회하기로 결정했다. 그러나 위헌법률심사청구 등 법개정 투쟁을 지속해 나갈 것이라고 밝혔다.
- 북한의 평안남도에서 락원연합기업소의 신포항제철소가 개건 현대화 작업을 다 마쳤다.

## 2006년1월 7일
- 한나라당 박근혜 대표는 서울 서초을 당원협의회 전진대회에 참석, 사학법 투쟁의 당위성을 강조하고 당원들의 투쟁 참여를 독려하며 "사학법 재개정 없으면 투쟁을 계속하겠다"는 주장을 강조했다.
- 신입생 배정 명단 수령을 거부해왔던 제주도 내 5개 사립고등학교들이 입장을 바꿔 신입생 배정을 받기로 결정했다.
- 검찰은 황우석 교수와 노성일 미즈메디 병원이사장 등 핵심 관계자 11명에 대해 출국금지를 요청했다.
- 예루살렘 하다사 병원의 아리엘 샤론 이스라엘 총리의 주치의는 심각한 뇌출혈로 중태에 빠져 3차례의 대수술을 받은 샤론 총리가 소생할 가능성이 매우 높다고 밝혔다.

## 2006년1월 6일
- 정부가 외환시장에 대한 적극적인 개입 의지를 밝혔음에도 불구하고 원-달러 환율이 990원선 회복에 실패했다.
- 미국 과학저널 사이언스는 황우석 교수의 사태로 인해 한국 과학계가 불이익을 받지는 않을 것이라고 밝혔다.
- 윤광웅 국방부 장관은 신념에 의한 병역거부로 인한 대체복무제도와 관련하여 민ㆍ관ㆍ군 전문가들이 참여하는 이른바 "정책공동체"를 만들어 연구한 뒤 시행여부를 결정할 방침이라고 밝혔다.
- 조선민주주의인민공화국으로 송환된 장기수들이 판문점을 통해 남측의 국가인권위원회와 과거사 정리위원회 앞으로 전달한 고소장을 통해 장기수에 대한 사상전향 제도로 인해 30~40년 동안 감옥에서 고문과 학대를 받았다며 독재정권의 후신인 한나라당이 책임을 지고 사죄하고 보상하라며 10억 달러를 지불할 것을 주장했다.

## 2006년1월 5일
- 제주지역 5개 사립고교가 개정 사학법에 반발하여 신입생 배정 거부 뜻을 밝히고 신입생 입학원서 수령을 하지 않았다. 이에 대해 교육부는 학교장이 배정업무를 거부할 권한이 없다고 밝히고 "어떠한 경우라도 학생들을 담보로 학습권을 침해하는 행위는 용납할 수 없다"며 강력 대처할 뜻을 표명했다.

## 2006년1월 4일
- 종합주가지수가 역사상 처음으로 1400포인트를 넘어 종가기준으로 1402.11 포인트를 기록했다.
- 일제강점기 일본에게 엄청난 치욕을 받은 위안부 여성들이 일본의 일본의 교과서 왜곡과 관련하여 일본에 항의하는 시위를 진행했다.

## 2006년1월 3일
- 3일 오전 4시 10분부터 경북 칠곡군 지천면 심천리 건령산 부근에서 원인이 밝혀지지 않은 산불이 났다.

- 반미주의자로 알려진 베네수엘라의 대통령 우고 차베스는 에보 모랄레스를 새로운 대통령으로 선출한 볼리비아를 지원하겠다고 약속하였으며, 쿠바를 방문하여 피델 카스트로 국가평의회 의장을 만났다.

- 미합중국의 도박도시로 알려진 라스베이거스에서 소비자 전자제품 경연을 열었는데, 붉은 빛으로 화려하게 장식된 휴대 전화와 손바닥만한 컴퓨터를 출시하여 관람자의 눈길을 끌고있다.

## 2006년1월 2일
- 2005년 12월 말 화재로 큰 피해를 입은 대구광역시의 서문시장 상인들이 소방 당국의 초동 진화 실패에 대한 원인 규명과 해명을 촉구하며 소방서를 점거했다. 경찰은 만일의 사태에 대비해 소방서 근처에 전경 5개 중대를 배치했다.
- 새 5000원권이 통용되기 시작하였다.

## 2006년1월 1일
- 대한민국의 생명공학연구원과 일본의 이화학연구소 게놈종합연구센터의 한.일 국제공동연구팀이 침팬지 유전체 비교 연구를 실시하여, 침팬지의 Y 염색체 2300만 개 가운데 절반이 넘는 약 1270만 개를 해독하는 데 성공했다고 밝혔다.